# VK Sparta Gent
VK Sparta Gent was een Belgische voetbalclub uit Gent. De club was aangesloten bij de KBVB met stamnummer 9345. Het team speelde in groen-wit-zwarte uitrusting (groen shirt/zwarte broek) en had haar thuisterrein aan de Papiermolenstraat in de Gentse wijk Rooigem, aan de rand van het natuurgebied Bourgoyen-Ossemeersen. De club speelde in de laagste provinciale reeksen.

## Geschiedenis
Sinds halverwege de 20ste eeuw speelde in Gent een voetbalclub met de naam Ganda Sparta. Deze club had zijn terrein aan de Moutstraat in het zuiden van de stad en ontstond in 1965 na een fusie tussen FC Ganda en FC Sparta. Men speelde in de provinciale reeksen bij de KBVB onder stamnummer 4938. De club onderging in de loop van de eeuw verscheidene fusies. In 1991 werd dit bij een zoveelste fusie FusieClub Gent. Bij een volgende fusie in 1999 ging men samen met Olympia Gent tot KFCO Gent, ook wel Olympia genoemd en ging op het terrein van Olympia aan de Papiermolenstraat spelen. De club trok later weg uit de Rooigemwijk naar de Gentse deelgemeente Wondelgem, wat leidde tot de oprichting van een nieuwe club met de oude naam Sparta. De club sloot zich meteen aan bij de Belgische Voetbalbond onder stamnummer 9345 en maakte gebruik van de accommodatie en het voormalige terrein van Olympia. Het eerste seizoen van haar bestaan speelde de club aan de Gentbruggekouter te Gentbrugge (voorheen het thuisterrein van FC Ledeberg en later van FC Nieuw Ledeberg) alvorens te verhuizen naar de Papiermolenstraat, het terrein waar KFC Olympia Gent voorheen speelde.
De eerste ploeg speelde nooit hoger dan Vierde Provinciale. In 2007-2008 werd de club vijfde in de reeks, een zeldzaam hoogtepunt.
 
In 2013 stopte de club echter en werd stamnummer 9345 geschrapt.